# Али (Алматинская область)
Али (каз. Әли) — село в Илийском районе Алматинской области Казахстана. Входит в состав Байсеркенского сельского округа. Находится на левом берегу реки Малая Алматинка, примерно в 5 км к северу от села Байсерке, административного центра округа, на высоте 567 метров над уровнем моря. Код КАТО — 196847200.

## Население
В 1999 году население села составляло 772 человека (386 мужчин и 386 женщин). По данным переписи 2009 года, в селе проживало 1270 человек (632 мужчины и 638 женщин).